# Zale grata
Zale grata là một loài bướm đêm trong họ Erebidae.